# Berkeley Software Design
Berkeley Software Design Inc. (BSDI, později BSDi) byla společnost, která vyvinula, prodávala licence a poskytovala podporu systému BSD/OS (původně známému jako BSD/386), komerční a částečně proprietární variantě operačního systému BSD Unix pro počítače PC kompatibilní (a později i další). 
Jméno bylo vybráno pro svou podobnost s „Berkeley Software Distribution“, ze které systém od BSDi vycházel (konkrétně z 4.3BSD Networking Release 2).
BSDi založil Rick Adams a členové Computer Systems Research Group (CSRG) na Kalifornské Univerzitě v Berkeley – Keith Bostic, Kirk McKusick, Mike Karels, Bill Jolitz a Donn Seeley. Jolitz, Seeley a Trent Hein pracovali pro firmu Ricka Adamse, UUNET, a stali se prvními zaměstnanci BSDi, když firma zahájila svou činnost v roce 1991. 
Od prosince 1991 se zaměstnancem BSDi stal i tajemník USENIXu a bývalý vedoucí oddělení software ve firmě Convex Computer Rob Kolstad z UIUC.
Systém BSD/386 byl dodáván od ledna 1992. Celý systém, včetně zdrojového kódu, byl dostupný za 995 USD, což bylo mnohem méně než ekvivalentní licence a zdrojový kód Unix System V od konkurenční AT&T (která stála na konci roku 1980 více než  20 tisíc USD). Pod vedením Roba Kolstada se společnost zaměřila především na provozovatele internetové infrastruktury. V polovině roku 1990 tak téměř všechna Top 10 webová sídla na světě používala systémy, jejichž zdrojový kód byl založen na BSD/386.

## USL vs. BSDI
Na konci roku 1991 vznesly Unix System Laboratories (USL) AT&T proti BSDi žalobu tvrdící, že BSD/386 obsahuje jejich obchodní tajemství a zdrojové kódy. Po odkoupení USL firmou Novell došly obě strany v lednu 1994 k dohodě. BSD souhlasila s tím, že budoucí verzi systému BSD/OS založí na verzi 4.4BSD-Lite, která deklarovala, že nepoužívá intelektuální vlastnictví USL. Během tohoto období byl prezidentem BSDi Rob Kolstad z University of Illinois a Convex Computer Corporation, a firmu vedl až do konce desetiletí.

## Fúze a prodej
V roce 1999 firma BSDi usilovala o vstup na burzu, a pod dojmem z úspěšného vstupu na burzu firmy Red Hat jmenovala nového prezidenta, aby dosáhla tohoto cíle co nejdříve. Bohužel, tato strategie nebyla úspěšná, a brzy poté, co Rob Kolstad opustil společnost, stála BSDi před bankrotem.
V roce 2000 se firma sloučila s Walnut Creek CDROM, distributorem freeware a open-source software na CD-ROM a krátce nato koupila dodavatele serverové infrastruktury, společnost Telenet System Solutions, Inc.
V roce 2001 pod silným finančním tlakem z nadměrného pákového efektu prodala BSDi své softwarové oddělení (zahrnující BSD/OS a bývalé open source projekty Walnut Creek FreeBSD a Slackware Linux) firmě Wind River Systems, přejmenovala se na iXsystems a znovu se zaměřila na serverový hardware. Wind River brzy poté přestala sponzorovat Slackware, a FreeBSD bylo v roce 2002 odprodáno jako samostatná entita FreeBSD Mall, Inc.
Kvůli konkurenci open-source BSD a Linuxu ukončila Wind River v prosinci 2003 vývoj BSD/OS. Mnoho z jejích technologií je součástí systémů odvozených z BSD deriváty, např. FreeBSD.